# Amazzonia (film)
Amazzonia è un film documentario del 2013 di Thierry Ragobert e Luc Marescot, ambientato nella foresta amazzonica.
La storia è tratta dal libro per ragazzi Amazonia, la vie au coeur de la forêt di Johanne Bernard, che è anche co-sceneggiatrice della pellicola.

## Trama
Il documentario inizia con una bimba che saluta con affetto e un po' di tristezza la sua scimmietta Saï, che, in una gabbia, sta per essere imbarcata su un aereo. Poco dopo la partenza scoppia una tempesta, l'aereo perde quota e precipita nel folto della vegetazione. Il pilota si salva, abbandona il velivolo e Saï si ritrova sola e chiusa in gabbia nell'immenso intrico della foresta amazzonica. Alcuni curiosi coati, riusciti ad avvicinarsi a lei, involontariamente la liberano.
La scimmietta lascia l'aereo e con non cautela inizia ad esplorare l'ambiente esterno, a lei completamente sconosciuto, poiché è cresciuta in un villaggio con gli uomini. Smarrita ma stimolata dalla conquista della libertà, Saï inizia un viaggio alla scoperta dell'anima della foresta pluviale sudamericana, fatta di meravigliose e innumerevoli forme di vita, animali e vegetali. Nel suo vagabondare incontra variopinti insetti dalle forme bizzarre, grandi ragni che sbucano dalle loro tane, enormi serpenti, tartarughe e delfini d'acqua dolce, aggressivi predatori come arpie e giaguari, oltre a numerosi altri animali. Alcuni di essi rappresentano un potenziale pericolo, ma Saï riesce sempre a proteggersi diffidando di loro istintivamente anche se a volte è costretta a mettersi in salvo reagendo con la fuga.
Ma non sono solo gli animali che la scimmietta deve temere: la foresta, per lei che non ne ha esperienza, è piena di insidie. Così deve cavarsela, confrontandosi con rapide, cascate, piogge violente ed improvvise ed è anche messa alla prova quando, spinta dalla fame, subirà gli effetti di un fungo tossico. Durante il suo movimentato cammino si imbatte poi in una comunità di scimmie sue simili, con le quali socializza ma dalle quali si allontana. Viene quindi a contatto con un accampamento di operai dove è in corso una rumorosa e intensa azione di disboscamento. Saï si intimorisce, fugge dagli esseri umani, ritorna nel fitto della foresta, dove capisce che la sua avventura è giunta al termine ed è il momento di fermarsi: strappa il collarino rosso che ancora indossava, retaggio della sua forzata convivenza con l'uomo, e rimane con il gruppo di scimmie della sua specie, riappropriandosi della sua reale natura e della vera libertà.

## Produzione
Il film ha richiesto 18 mesi di riprese e diversi anni di preparazione ed è stato realizzato interamente in tecnologia 3D, per la quale sono occorsi 6 mesi di sperimentazione e sviluppo tecnico su macchine da presa, lenti, equipaggiamento e tutti gli strumenti e i macchinari necessari per filmare in tridimensionale la foresta amazzonica. Per portare a compimento la sua opera ll regista ha potuto contare sulla collaborazione di un'équipe di più di 80 specialisti in diverse discipline, tra le quali biologia, documentaristica, addestramento di animali selvatici oltre a esperti di fama internazionale nel campo della conoscenza relativa alle foreste pluviali. Per permettere agli animali protagonisti di ambientarsi sul set sono stati necessari più di 9 mesi.

## Commenti
Il regista Thierry Ragobert ha dichiarato: «Il nostro è un film “militante”: abbiamo scelto un racconto deliberatamente emotivo, che fosse un potente vettore del nostro obiettivo: stimolare la consapevolezza della minaccia che incombe sull'Amazzonia e dell'ombra del disordine che ciò proietta sul nostro mondo.»
Per Isabella Pratesi, direttore Conservazione Internazionale WWF Italia: «Amazzonia aiuta ad avvicinare empaticamente i nostri cuori alle meraviglie di questa splendida foresta. Un patrimonio inestimabile di natura che rischiamo di perdere per sempre e che insieme, governi, cittadini del mondo e comunità locali, dobbiamo proteggere.»
Per Alberto Barbera, direttore del festival di Venezia, Amazzonia è «Un viaggio spettacolare nell'Amazzonia incontaminata, esaltato da un uso sorprendente del 3D e dalla magia senza parole di un racconto sospeso fra epopea animalista e documentario fiabesco. Per questo lo abbiamo scelto per chiudere in bellezza la 70ª Mostra del Cinema di Venezia.»

## Curiosità
Thierry Ragobert ha fatto parte per più di 10 anni della squadra di collaboratori dell'oceanografo Jacques Cousteau ed è stato uno dei tre registi del film documentario del 2006 The White Planet, sulla fauna dell'Artico.
La colonna sonora è firmata dal compositore Bruno Coulais che nel 1996, proprio per le musiche di un documentario, Microcosmos - Il popolo dell'erba, si aggiudicò un premio César.
Il film è uscito nelle sale il 21 marzo 2013, in occasione della prima edizione della giornata mondiale delle foreste, evento proclamato dalla Assemblea generale delle Nazioni Unite ed ha ottenuto grande successo di pubblico e critica al festival internazionale del cinema di Toronto 2013 e alla 15ª edizione del festival internazionale del cinema di Rio de Janeiro.

## Riconoscimenti
Il film ha ottenuto il premio Ambiente alla mostra del cinema di Venezia del 2013, dove è stato consegnato al regista da una delegazione del WWF Italia.